# Jonny (cầu thủ bóng đá)
Jonathan Castro Otto (sinh ngày 3 tháng 3 năm 1994), thường được biết đến là Jonny, là một cầu thủ bóng đá chuyên nghiệp người Tây Ban Nha và hiện đang chơi ở vị trí hậu vệ trái cho câu lạc bộ Wolverhampton Wanderers.
Jonny bắt đầu sự nghiệp ở Celta, chơi trận debut với đội 1 ở tuổi 18 và chơi tổng cộng 221 trận đấu cho Celta trên mọi đấu trường. Năm 2018 anh chính thức chuyển tới Wolverhampton Wanderers, sau một thời gian được cho mượn cũng ở câu lạc bộ này.
Jonny có trận đebut trong màu áo đội tuyển bóng đá quốc gia Tây Ban Nha vào năm 2018.